# KkStB 262
Die Dampflokomotiven der Baureihe kkStB 262 waren Güterzug-Tenderlokomotiven der k. k. österreichischen Staatsbahnen (kkStB), die ursprünglich von der Österreichischen Nordwestbahn (ÖNWB) für die Lokalbahn Melnik–Mscheno beschafft wurden.

## Geschichte
1897 wurden für die Lokalbahn Melnik–Mscheno zwei dreifach gekuppelte Tenderlokomotiven von der Lokomotivfabrik Krauss/Linz geliefert. 1903 baute die Böhmisch-Mährische Maschinenfabrik eine weitere Lokomotive, die allerdings schwerer als ihre Vorgängerinnen war. Sie erhielten die Nummern 1M bis 3M sowie die Namen MĚLNÍK, MŠENO und LABE.
Bei der kkStB wurden sie als Reihe 262 eingeordnet.
Nach dem Ersten Weltkrieg kamen sie zur ČSD.
Die drei Maschinen bildeten dort die Reihe 311.4 und wurden von der ČSD bis 1937 ausgemustert.